# Alexander Schwarz
Alexander Schwarz (* 26. Oktober 1954) ist ein ehemaliger deutscher Fußballspieler.
Der 1,76 m große Stürmer absolvierte in den Jahren 1976 bis 1983 insgesamt 149 Spiele für verschiedene Vereine in der 2. Fußball-Bundesliga und erzielte dabei 15 Tore. Darüber hinaus gelangte er zu acht Einsätzen im DFB-Pokal, blieb jedoch torlos.

## Karriere
Alexander Schwarz’ Profikarriere begann im Sommer 1976 mit dem Wechsel vom ETSV Landshut in der Bezirksliga Niederbayern zur SpVgg Fürth in die damals zweigeteilte 2. Bundesliga. Direkt am ersten Spieltag gelangte Schwarz nach Einwechslung zu seinem ersten Spieleinsatz, kam allerdings zunächst nicht über einzelne Einwechslungen hinaus. Dies änderte sich im Februar 1978 und Schwarz gehörte zum Ende der Saison 1977/78 zum Stammpersonal der Spielvereinigung. Im Sommer 1978 wechselte er schließlich für ein Jahr zum Bundesligaabsteiger 1. FC Saarbrücken, bei dem er bei fast allen Spielen eingesetzt wurde, wenn auch häufig erst durch Einwechslung. Nach einem Spiel gegen den FV 04 Würzburg zu Beginn der Saison 1979/80 schloss sich Schwarz dem Ligakonkurrenten an. In 29 Einsätzen schoss er 8 Tore, womit er hinter Erich Schmitt zweitbester Torschütze der Würzburger wurde. Dennoch beendete Würzburg die Saison abgeschlagen auf dem letzten Platz und stieg in die Bayernliga ab. Schwarz wechselte infolgedessen den FV wieder und wechselte zu Eintracht Trier. Er konnte sich auch dort erneut zum Stammspieler entwickeln und schloss mit den Trierern die Saison auf dem achten Platz ab, was dennoch den Abstieg in die Oberliga Südwest bedeutete, da die 2. Bundesliga auf eine Staffel reduziert wurde. Neben einem Einsatz im DFB-Pokal blieb er jedoch ohne Ligaspiel. Im Sommer 1982 wechselte Schwarz schlussendlich zum Aufsteiger FC Augsburg, wo er erst zum Saisonende wieder auf regelmäßige Startelfeinsätze kam. Augsburg stieg in die Bayernliga ab. Am 7. Oktober 1983 spielte Schwarz für Augsburg im DFB-Pokal, was sein letzter Spieleinsatz als Fußball-Profi war. In der Bayernliga wechselte er nach einem halben Jahr zur SpVgg Landshut, wo er nach anderthalb Spielzeiten und wenigen Einsätzen seine Karriere beendete.